# Dombeya apikyensis
Dombeya apikyensis är en malvaväxtart som beskrevs av Arenes. Dombeya apikyensis ingår i släktet Dombeya och familjen malvaväxter. Inga underarter finns listade i Catalogue of Life.